# Festival Internacional de Cine de Valdivia
El Festival Internacional de Cine de Valdivia (FICV o FICVALDIVIA) es un festival de cine realizado anualmente en la ciudad chilena de Valdivia, en la Región de Los Ríos. Su primera versión se realizó en 1994 bajo el nombre de Valdivia Cine & Video, el cual fue modificado a su nombre actual en 1998.
El Festival es uno de los eventos cinematográficos y culturales de mayor relevancia a nivel nacional. Al año 2010, se habían expuesto en él ya más de cuatro mil producciones cinematográficas, tanto nacionales como internacionales.
Los ganadores de cada categoría son galardonados con la estatuilla de un pudú dorado.

## Historia
En 1993, el Cine Club de la Universidad Austral de Chile creó y organizó el primer festival internacional de cine de Valdivia, para celebrar los treinta años de actividad de la Universidad Austral en la difusión del séptimo arte. Debido a la amplia acogida del evento, al año siguiente se realizó la primera versión del Festival Valdivia Cine & Video, que tuvo como temática central el impacto ambiental ocasionado por el hombre. La dirección del nuevo festival fue asumida por Lucy Berkhoff.
El evento continuó realizándose anualmente, al tiempo que iba volviéndose más ambicioso. En 1998 cambió su nombre por el de Festival Internacional de Cine de Valdivia, consolidándose como un evento internacional. En 2002, Berkhoff y empresarios valdivianos crearon bajo el respaldo de CORFO el Centro Cultural de Promoción Cinematográfica de Valdivia (CPCV), una organización sin ánimo de lucro enfocada en difundir y desarrollar las artes visuales. La participación inmediata del CPCV en el Festival permitió la creación de otras actividades paralelas, tales como exhibiciones itinerantes o capacitaciones vinculadas al rescate del patrimonio audiovisual o al desarrollo del cine en la Región de Los Ríos.
En 2005, el equipo que hasta entonces dirigía el Festival renunció a sus funciones. Por esta razón, en noviembre del año siguiente, el Consejo Directivo de la Universidad Austral de Chile encomendó la realización del Festival al CPCV, la cual es anualmente apoyada en la organización por la Ilustre Municipalidad de Valdivia y la Intendencia Región de los Ríos. Lucy Berkhoff dejó sus funciones como directora, recayendo el cargo en manos del cinéfilo y académico de la Universidad Austral, Guido Mutis, quien falleció en 2008, iniciándose la 15.ª edición del Festival.
Desde 2008, el Festival ha iniciado una alianza estratégica con el Festival Internacional de Documentales de Santiago (FIDOCS), a través de una red de apoyo con la Corporación Cultural Documental de Chile (CULDOC), que actualmente forma parte de la producción ejecutiva del festival. La colaboración de estas entidades busca mejorar la calidad de las proyecciones de las películas, así como retroalimentarse acerca de los procesos de cada festival.
Durante todo 2009 la dirección estuvo a cargo de un interinato, sin embargo, al año siguiente asumió como director el anterior productor ejecutivo del festival, Bruno Bettati, presidente de la Asociación de Productores de Cine y Televisión desde 2008, y director Cinema Chile, proyecto preocupado de la internacionalización del cine chileno.
Así, desde la 17.ª edición de 2010, se comenzó a desarrollar también en el festival la Competencia de Largometraje Chileno.
El presupuesto necesario para la realización del Festival es aportado por privados y fondos públicos. El Consejo Nacional de la Cultura y las Artes (CNCA) suele apoyar también con dineros al Festival.
Al usual formato de películas de 35 mm, en 2013 se comenzaron a recibir videos en el nuevo formato Apple ProRes HQ. Ese mismo año se conmemoró la vigésima edición del Festival.

## Ediciones

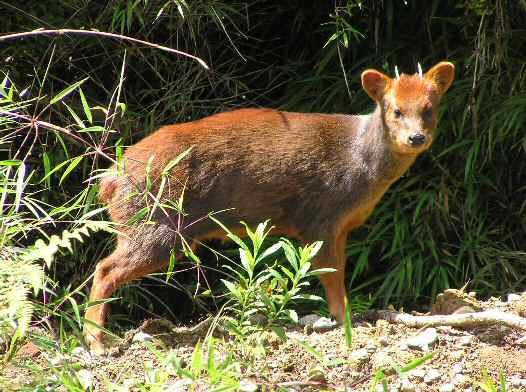
El trofeo de un pudú es el principal premio del Festival que se otorga en cada certamen.

El festival se realiza anualmente durante una semana del segundo semestre, normalmente durante el mes de octubre.
| Edición | Año  | Fecha         | Ganadora internacional                               | País                             | Ganadora nacional          | Ganadora del público        | País                     |
| ------- | ---- | ------------- | ---------------------------------------------------- | -------------------------------- | -------------------------- | --------------------------- | ------------------------ |
| 1.ª     | 1994 | 11/10 - 16/10 | —                                                    | —                                | Wichan                     | —                           | —                        |
| 2.ª     | 1995 | 31/10 - 05/11 | —                                                    | —                                | Largadistancia             | —                           | —                        |
| 3.ª     | 1996 | Octubre       | —                                                    | —                                | El último cierra la puerta | Cuesta abajo                | Argentina                |
| 4.ª     | 1997 | 10/10 - 15/10 | —                                                    | —                                | —                          | Tesis                       | España                   |
| 5.ª     | 1998 | 25/09 - 02/10 | —                                                    | —                                | —                          | Martín (Hache)              | Argentina España         |
| 6.ª     | 1999 | 21/09 - 25/09 | —                                                    | —                                | —                          | Tierra                      | España                   |
| 7.ª     | 2000 | 30/09 - 06/10 | —                                                    | —                                | Mi famosa desconocida      | Amores perros               | México                   |
| 8.ª     | 2001 | 29/09 - 05/10 | Con ánimo de amar                                    | China Francia Hong Kong          | —                          | —                           | —                        |
| 9.ª     | 2002 | 28/09 - 04/10 | A la izquierda del padre                             | Brasil                           | Estación de invierno       | Un crabe dans la tête       | Canadá                   |
| 10.ª    | 2003 | 18/10 - 24/10 | Los lunes al sol                                     | España Francia Italia            | Cesante                    | —                           | —                        |
| 11.ª    | 2004 | 25/09 - 01/10 | Machuca                                              | Chile España Francia Reino Unido | Machuca                    | —                           | —                        |
| 12.ª    | 2005 | 30/09 - 06/10 | El niño dormido                                      | Bélgica Marruecos                | Mi mejor enemigo           | —                           | —                        |
| 13.ª    | 2006 | 25/08 - 30/08 | L'enfant                                             | Bélgica Francia                  | Días de campo              | Volver                      | España                   |
| 14.ª    | 2007 | 05/10 - 10/10 | Still Life                                           | China Hong Kong                  | Mirageman                  | Suicidio encomendado        | Portugal                 |
| 15.ª    | 2008 | 03/10 - 08/10 | Aquel querido mes de agosto                          | Portugal                         | El regalo                  | Parque vía                  | México                   |
| 16.ª    | 2009 | 15/10 - 20/10 | La Pivellina                                         | Austria Italia                   | La nana                    | La Pivellina                | Italia Austria           |
| 17.ª    | 2010 | 14/10 - 19/10 | Verano de Goliat                                     | Canadá México Países Bajos       | Perro muerto               | Marimbas del infierno       | Francia Guatemala México |
| 18.ª    | 2011 | 11/10 - 16/10 | Nana                                                 | Francia                          | Música campesina           | El salvavidas               | Chile                    |
| 19.ª    | 2012 | 02/10 - 07/10 | De jueves a domingo                                  | Chile Países Bajos               | Donde vuelan los cóndores  | A última vez que vi a Macau | Alemania Uruguay         |
| 20.ª    | 2013 | 07/10 - 13/10 | E Agora? Lembra-Me                                   | Portugal                         | Raíz                       | Volantín cortao             | Chile                    |
| 21.ª    | 2014 | 07/10 - 12/10 | Waiting for August                                   | Bélgica Rumania                  | Los castores               | Matar a un hombre           | Chile Francia            |
| 22.ª    | 2015 | 05/10 - 11/10 | Motu Maeva                                           | Francia                          | Atrapados en Japón         | —                           | —                        |
| 23.ª    | 2016 | 10/10 - 16/10 | The dazzling light of sunset                         | Alemania Georgia                 | Mala Junta                 | Rara                        | Chile                    |
| 24.ª    | 2017 | 09/10 - 15/10 | Baronesa                                             | Brasil                           | Tierra sola                | A Fabrica De Nada           | Portugal                 |
| 25.ª    | 2018 | 08/10 - 15/10 | Still Recording                                      | Siria                            | Los Sueños del Castillo    | La Casa Lobo                | Chile                    |
| 26.ª    | 2019 | 07/10 - 13/10 | So Pretty                                            | Estados Unidos                   | Lina de Lima               | Electric Swan               | Francia                  |
| 27.ª    | 2020 | 05/10 - 14/10 | Mes chers espions                                    | Francia                          | Cantos de Represión        | —                           | —                        |
| 28.ª    | 2021 | 11/10 - 17/10 | Mis hermanos sueñan despiertos                       | Chile                            | Al amparo del cielo        | —                           | —                        |
| 29.ª    | 2022 | 09/10 - 15/10 | Sobre Las Nubes                                      | Argentina                        | 1976                       | Tan inmunda y tan feliz     | Chile                    |
| 30.ª    | 2023 | 09/10 - 15/10 | Here                                                 | Bélgica                          | El que baila pasa          | Malqueridas                 | Chile                    |
| 31.ª    | 2024 | 14/10 - 20/10 | ¡Aoquic iez in Mexico! (¡Ya México no existirá más!) | México                           | Una sombra oscilante       | Denominación de origen      | Chile                    |

## Sedes
Las sedes oficiales del festival son las siguientes:
- Aula Magna Universidad Austral de Chile
- Teatro Municipal Lord Cochrane
- Salas 2, 3 y 5 de Cineplanet  Valdiva
- Aula Magna Universidad San Sebastián sede Valdivia
- Teatro Cervantes
- Cine Club de la Universidad Austral de Chile
- Sala Paraninfo de la Universidad Austral de Chile
- Helipuerto cine al aire libre

Desde 2013, el director Bruno Bettati ha planteado la necesidad de que el festival cuente con una infraestructura propia, que permita continuar ampliando la envergadura del evento.